# Joachim Godske Willemoes
Joachim Godske Willemoes (født 24. december 1781 i Assens, død 13. marts 1858 i Herfølge) var en dansk præst.
Han var søn af amtsforvalter i Assens (og senere Odense), kammerråd Christen Willemoes (1736-1818) og Christiane født Dreyer (1753-1832) og dermed også bror til søhelten Peter Willemoes, lægen Frederik Wilhelm Willemoes og officeren Martin Willemoes-Suhm.
Han dimitteredes fra Odense Katedralskole i 1797 og tog teologisk embedseksamen i 1801. Efter at have rejst udenlands var han timelærer og blev i 1810 sognepræst for Valløby Sogn og Tureby Sogn, 1818 for Hårlev Sogn og Himlingøje Sogn og 1831 for Herfølge Sogn og Sædder Sogn.
Han blev i 1810 gift med Anne Marie født Qvistgaard (1790-1858), datter af kancelliråd Jørgen Qvistgaard, ejer af Vibygård. 
Herfølge blev i hans tid midtpunkt for en gudelig vækkelse i det sydlige Sjælland. Willemoes var først modstander heraf, men gik efter 1837 stærkt ind herfor. Det berettes, at han regnede sin alder fra dette tidspunkt. Hans kirker blev søgt af folk fra mange sogne.
Han er begravet på kirkegården ved Herfølge Kirke.